# خدمات پیام چندرسانه‌ای
فراپیام یا خدمات پیام چندرسانه‌ای یا ام‌ام‌اس (به انگلیسی: Multimedia Messaging Service یا MMS) استانداردی ارتباطی برای فرستادن پیام‌هایی است که دارای عناصر چندرسانه‌ای (مثل عکس، صدا، ویدئو، متن فرمت‌دار) هستند. پیام چندرسانه‌ای، توسعه‌ای از استاندارد پیامک است، که امکان فرستادن پیام‌هایی با طول بیش‌تر، و با بهره از پروتکل کاربردی بیسیم برای نمایش محتوا را فراهم می‌کند. رایج‌ترین استفادهٔ آن، فرستادن عکس از گوشی‌های دوربین‌دار است.